# Logny-Bogny
Logny-Bogny település Franciaországban, Ardennes megyében. Lakosainak száma 153 fő (2022. január 1.). Logny-Bogny Aubigny-les-Pothées, Cernion, Flaignes-Havys, Liart, Marlemont és Prez községekkel határos.

## Népesség
A település népességének változása:
| Lakosok száma | 154  | 153  | 157  | 174  | 192  | 191  | 168  | 155  | 154  | 153  |
|               | 1968 | 1982 | 1990 | 2006 | 2013 | 2015 | 2017 | 2019 | 2020 | 2022 |